# دای وی چون
دای وی چون (انگلیسی: Dai Wai Tsun؛ زادهٔ ۲۴ ژوئیهٔ ۱۹۹۹) بازیکن فوتبال اهل انگلستان است.
از باشگاه‌هایی که در آن بازی کرده‌است می‌توان به باشگاه فوتبال ردینگ اشاره کرد.
وی همچنین در تیم‌های ملی فوتبال زیر ۱۷ سال هنگ کنگ، زیر ۲۰ سال چین و بزرگسالان چین بازی کرده‌است.